# Bo Diddley
Bo Diddley, nascido Ellas Otha Bates (McComb, Mississippi, 30 de dezembro de 1928 — Archer, Flórida, 2 de junho de 2008), foi um influente cantor, compositor e guitarrista de blues norte-americano. Foi considerado o 27º melhor guitarrista de todos os tempos pela revista norte-americana Rolling Stone.

## Biografia
Batizado Ellas Otha Bates, mudaria seu nome mais tarde para Ellas McDaniel devido à sua mãe adotiva, Gussie McDaniel. Usou o nome artístico Bo Diddley, provavelmente um jargão dos negros do sul dos Estados Unidos que significa "nada por enquanto". Outra fonte diz que este era seu apelido quando de sua carreira como boxeador.
Diddley ganhou a primeira guitarra de sua irmã ainda na juventude (na mesma época, frequentava aulas de violino). Sua principal influência para se tornar um artista de blues veio de John Lee Hooker.
Ele é mais conhecido pela "batida Bo Diddley", uma batida meio rumba feita usando-se a clave. Esta batida seria usada por vários outros artistas, incluindo Johnny Otis e sua "Willie and the Hand Jive" e Buddy Holly em "Not Fade Away", assim como canções mais obscuras como "In Love Again", de Gene Vincent e "Callin' All Cows" dos Blues Rockers.
O ritmo é tão importante na música de Bo Diddley que a harmonia é frequentemente reduzida a uma inclusão mínima. Suas canções (por exemplo, "Hey Bo Diddley" e "Who Do You Love?") na maioria não apresentam mudanças de acorde; isto é, elas não foram compostas com claves musicais, e o músico tem de cantar e tocar no mesmo acorde durante todo o tempo.
Vários artistas gravariam suas versões das canções de Diddley através dos anos. Os Animals gravaram "The Story of Bo Diddley", os Yardbirds "I'm a Man" e tanto os Woolies quanto George Thorogood alcançaram sucesso com "Who Do You Love", também a favorita dos The Doors.
Bo Diddley usa uma variedade de outros estilos entretanto, do back beat ao pop, frequentemente com o uso das maracas de Jerome Green. Ele foi também um influente guitarrista, com vários efeitos especiais e outras inovações no tom e no ataque. Ele também toca violino e violoncelo; este último é o destaque de sua triste instrumental "The Clock Strikes Twelve".
Embora Diddley tenha alcançado sucesso de público, ele raramente direcionava suas composições para o público adolescente. A exceção mais notável é provavelmente o álbum Bo Diddley's a Surfer, que apresentava a canção "Surfer's Love Call". Apesar de nunca ter subido numa prancha, Bo exerceu uma influência definitiva nos guitarristas de surf rock.
Em complemento às várias músicas lançadas por ele, Diddley escreveu o pioneiro sucesso pop "Love is Strange" para a dupla Mickey Baker e Sylvia Vanderpool (sob um pseudônimo, para aumentar seus royalties).

### Doença e morte
Em 17 de maio de 2007, foi anunciada a internação de Didley no Creighton University Medical Center em Omaha, Nebraska, depois de um derrame durante uma apresentação em Council Bluffs, Iowa, em 13 de maio. Ele já apresentava um histórico de hipertensão e diabetes, e exames indicaram que o derrame afetou o lado esquerdo de seu cérebro, comprometendo a fala e compreensão.
Em agosto de 2007, Diddley sofreu um incidente cardíaco enquanto se submetia a um check-up médico e foi internado em um hospital da Flórida.
Diddley veio a falecer em 2 de junho de 2008, aos 79 anos, em sua casa na Flórida, vítima de insuficiência cardíaca. Foi sepultado no Rosemary Hill Cemetery, Bronson, Flórida no Estados Unidos.

## Discografia
- Bo Diddley (1958)
- Go Bo Diddley (1959)
- Have Guitar Will Travel (1960)
- Bo Diddley in the Spotlight (1960)
- Bo Diddley Is a Gunslinger (1960)
- Bo Diddley Is a Lover (1961)
- Bo Diddley's a Twister (1962)
- Bo Diddley (1962)
- Bo Diddley & Company (1962)
- Surfin' with Bo Diddley (1963)
- Bo Diddley's Beach Party (1963)
- Bo Diddley's 16 All-Time Greatest Hits (1964)
- Two Great Guitars (com Chuck Berry) (1964)
- Hey Good Lookin' (1965)
- 500% More Man (1965)
- The Originator (1966)
- Super Blues (com Muddy Waters & Little Walter) (1967)
- Super Super Blues Band (com Muddy Waters & Howlin' Wolf) (1967)
- The Black Gladiator (1970)
- Another Dimension (1971)
- Where It All Began (1972)
- Got My Own Bag of Tricks (1972)
- The London Bo Diddley Sessions (1973)
- Big Bad Bo (1974)
- 20th Anniversary of Rock & Roll (1976)
- I'm a Man (1977)
- Ain't It Good To Be Free (1983)
- Bo Diddley & Co - Live (1985)
- Hey… Bo Diddley in Concert (1986)
- Breakin' Through the BS (1989)
- Living Legend (1989)
- Rare & Well Done (1991)
- Live at the Ritz (com Ronnie Wood) (1992)
- This Should Not Be (1993)
- Promises (1994)
- A Man Amongst Men (1996)
- Moochas Gracias (com Anna Moo) (2002)